# Campionato rumeno maschile di pallanuoto
Il campionato rumeno maschile di pallanuoto è l'insieme dei tornei pallanuotistici maschili nazionali per club organizzati dalla Federatia Româna de Polo, la federazione rumena di pallanuoto.
Il primo campionato è stato disputato nel 1928. Da allora la squadra che ha conquistato il maggior numero di titoli nazionali è stata la Dinamo Bucarest.
Dal 2009 al 2011 la squadra campione di Romania ha partecipato al raggruppamento della Euro Interliga.

## Superliga
La Superliga è la divisione principale del campionato rumeno. Le otto partecipanti disputano un girone all'italiana al termine del quale vengono divise in due ulteriori gironi. Alla fine della seconda fase le prime sei disputano i playoff scudetto, con le prime due direttamente qualificate alle semifinali e le altre quattro che disputano un turno preliminare.
Organico 2013-2014:
- Amefa Arad
- Cluj
- Crișul Oradea
- Dinamo Bucarest
- Oradea
- Rapid Bucarest
- Sportul Studenţesc
- Steaua Bucarest

Alla fine del torneo vengono assegnati quattro trofei individuali: la Copa Gruia Novac per il miglior giocatore, la Copa Aurel Zahan per il giocatore più tecnico, la Copa Florin Savei per il miglior portiere e la Copa Constantin Vasiliu per il miglior allenatore.

## Albo d'oro
- 1928:  AS Oradea
- 1929:  Cluj
- 1930:  Cluj
- 1931:  Cluj
- 1932:  Cluj
- 1933:  Târgu Mures
- 1934:  CFR Bucarest
- 1935:  CFR Bucarest
- 1936:  Târgu Mures
- 1938:  Viforul Dacia
- 1939:  Viforul Dacia
- 1940:  CFR Bucarest
- 1943:  CFR Bucarest
- 1945:  Târgu Mures
- 1946:  Ilsa Timișoara
- 1947:  Ilsa Timișoara
- 1948:  Ilsa Timișoara
- 1949:  Ilsa Timișoara
- 1950:  Ilsa Timișoara
- 1951:  Ilsa Timișoara
- 1952:  CCA Bucarest
- 1953:  CCA Bucarest
- 1954:  CCA Bucarest
- 1955:  CCA Bucarest
- 1956:  CCA Bucarest
- 1957:  Dinamo Bucarest
- 1958:  Dinamo Bucarest
- 1959:  Dinamo Bucarest
- 1960:  Dinamo Bucarest
- 1961:  Dinamo Bucarest
- 1962:  Dinamo Bucarest
- 1963:  Dinamo Bucarest

- 1964:  Dinamo Bucarest
- 1965:  Dinamo Bucarest
- 1966:  Dinamo Bucarest
- 1967:  Dinamo Bucarest
- 1968:  Dinamo Bucarest
- 1969:  Dinamo Bucarest
- 1970:  Dinamo Bucarest
- 1971:  Dinamo Bucarest
- 1972:  Rapid Bucarest
- 1973:  Dinamo Bucarest
- 1974:  Dinamo Bucarest
- 1975:  Rapid Bucarest
- 1976:  Rapid Bucarest
- 1977:  Rapid Bucarest
- 1978:  Dinamo Bucarest
- 1979:  Dinamo Bucarest
- 1980:  Dinamo Bucarest
- 1981:  Rapid Bucarest
- 1982:  Dinamo Bucarest
- 1983:  Dinamo Bucarest
- 1984:  Dinamo Bucarest
- 1985:  Crișul Oradea
- 1986:  Crișul Oradea
- 1987:  Dinamo Bucarest
- 1988:  Dinamo Bucarest
- 1989:  Dinamo Bucarest
- 1990:  Dinamo Bucarest
- 1991:  Steaua Bucarest
- 1992:  Steaua Bucarest
- 1993:  Steaua Bucarest
- 1994:  Steaua Bucarest
- 1995:  Steaua Bucarest

- 1996:  Dinamo Bucarest
- 1997:  Dinamo Bucarest
- 1998:  Dinamo Bucarest
- 1999:  Dinamo Bucarest
- 2000:  Dinamo Bucarest
- 2001:  Rapid Bucarest
- 2002:  Rapid Bucarest
- 2003:  Rapid Bucarest
- 2004:  Rapid Bucarest
- 2005:  Steaua Bucarest
- 2006:  Steaua Bucarest
- 2007:  Oradea
- 2008:  Oradea
- 2009:  Oradea
- 2010:  Oradea
- 2011:  Oradea
- 2012:  Oradea
- 2013:  Oradea
- 2014:  Oradea
- 2015:  Oradea
- 2016:  Steaua Bucarest
- 2017:  Steaua Bucarest
- 2018:  Steaua Bucarest
- 2019:  Steaua Bucarest
- 2020:  Steaua Bucarest
- 2021:  Steaua Bucarest
- 2022:  Steaua Bucarest
- 2023:  Steaua Bucarest
- 2024:  Steaua Bucarest
- 2025:  Oradea

## Vittorie per squadra
| Pos. | Squadra             | Vittorie |
| ---- | ------------------- | -------- |
| 1    | Dinamo Bucarest     | 32       |
| 2    | Steaua Bucarest/CCA | 21       |
| 3    | Rapid Bucarest/CFR  | 13       |
| 4    | Oradea              | 10       |
| 5    | Ilsa Timișoara      | 6        |
| 6    | Cluj                | 4        |
| 7    | Târgu Mures         | 3        |
| 8    | Crișul Oradea       | 2        |
| 8    | Viforul Dacia       | 2        |
| 10   | AS Oradea           | 1        |